# Okáč horský
Okáč horský (Erebia epiphron, Knoch 1783) je babočkovitý motýl s krásnými křídly ve vínově červené a tmavě fialové barvě. Rozpětí křídel 32-36 mm. Vyskytuje se ve vyšších horách celé Evropy, v Česku velmi vzácně na dvou lokalitách v Hrubém Jeseníku a v Krkonoších.

## Výskyt
Tento typicky horský motýl se vyskytuje na alpských loukách v nadmořských výškách od 1000 do 2000 m. Místy je velmi hojný, ale jeho rozšíření je ostrůvkovité, proto vytváří řadu geografických variant.

## Chování a vývoj
Motýl je jednogenerační, létá v červenci a srpnu. Housenka žije na různých horských trávách a je přezimující.

## Ochrana a ohrožení
V České republice je na obou místech výskytu dosti hojný a na chráněných územích proto není ohrožený.